# Продольнополосатая бунака
Продольнополосатая бунака (лат. Bunaka gyrinoides) — вид лучепёрых рыб из семейства элеотровых (Eleotridae). Единственный представитель рода Bunaka. Морские, солоноватоводные и пресноводные рыбы. Обитают в реках, эстуариях и манграх от Шри-Ланка до Микронезии и Австралии. Максимальная длина тела 34 см.

## Описание
Тело удлинённое, цилиндрической формы. Голова уплощена в дорсо-вентральном направлении. Рот большой, косой, угла рта доходят до вертикали, проходящей через середину глаза. Зубы на обеих челюстях заострённые. Два спинных плавника разделены небольшим промежутком. В первом спинной плавнике 6 колючих, а во втором — один колючий и 8 мягких лучей. В анальном плавнике 1 колючий и 8 мягких лучей. Грудные плавники с 18—19 мягкими лучами и закруглёнными краями. Брюшные плавники разделены между собой. Хвостовой плавник закруглённый.
Окраска тела варьируется в зависимости от места обитания, но, как правило, от тёмно-коричневой до оранжевой с характерными пятнами на брюшных и анальных плавниках; часто с узкими тёмными линиями (по одной на ряд чешуи). По бокам тела разбросаны светло-коричневые пятна, образующие прерывистые полосы. На голове и губах — нерегулярные светло-коричневые пятна.
Максимальная длина тела 34 см, обычно до 15 см.

## Ареал и места обитания
Распространены в Индо-Тихоокеанской области: Индия, Шри-Ланка, юго-восточная Азия, Новая Гвинея, Микронезия до Фиджи, Вануату, Австралия и Новая Каледония. В Австралии встречаются от полуострова Кейп-Йорк до тропических областей Квинсленда. Обитают в низовьях небольших мелководных прибрежных рек, но часто встречаются и значительно выше по течению на участках с быстрым течением. Личинки и молодь встречаются в манграх и эстуариях.